# Macrobrochis prasena
Macrobrochis prasena is een vlinder uit de familie van de spinneruilen (Erebidae). De wetenschappelijke naam van deze soort is voor het eerst voorgesteld als Tripura prasena door Frederic Moore in een publicatie uit 1859.
De soort komt voor in de noordwestelijke Himalaya en in India (Sikkim, Assam).